# Glee: The Music, The Christmas Album
Glee: The Music, The Christmas Album é um álbum natalino gravado pelo elenco da série Glee. Foi lançado em 16 de novembro de 2010, contendo canções apresentadas no especial de Natal da série, "A Very Glee Christmas", que foi ao ar em 7 de dezembro do mesmo ano.
Foi mais tarde certificado Platina pela RIAA, por vendas acima de um milhão de cópias nos Estados Unidos.

## Precedentes
A lista oficial do álbum foi revelada num comunicado de imprensa em 26 de outubro de 2010. A cantora e compositora canadense K. D. Lang faz uma participação com Matthew Morrison na faixa "You're a Mean One, Mr. Grinch", na versão original - embora a tocada no episódio tenha sido adaptada para "Sue, the Grinch". Além disso, o ator convidado Darren Criss faz uma aparição vocal em "Baby, It's Cold Outside".

## Faixas
| Edição padrão |                                      | |         |  |
| N.º           | Título                               | Cantada por                                                                                              | Duração |  |
| 1.            | "We Need a Little Christmas"         | Jenna Ushkowitz, Amber Riley, Chris Colfer                                                               | 2:44    |  |
| 2.            | "Deck The Rooftop"                   | Lea Michele, Cory Monteith, Naya Rivera, Kevin McHale, Heather Morris, Jenna Ushkowitz                   | 2:29    |  |
| 3.            | "Merry Christmas Darling"            | Lea Michele                                                                                              | 3:02    |  |
| 4.            | "Baby, It's Cold Outside"            | Chris Colfer, Darren Criss                                                                               | 2:46    |  |
| 5.            | "The Most Wonderful Day of the Year" | Chord Overstreet, Mark Salling, Kevin McHale, Lea Michele, Chris Colfer, Jenna Ushkowitz, Heather Morris | 2:00    |  |
| 6.            | "Last Christmas"                     | Lea Michele, Cory Monteith, Amber Riley, Kevin McHale, Mark Salling, Jenna Ushkowitz, Chris Colfer       | 3:38    |  |
| 7.            | "God Rest Ye Merry Gentlemen"        | Lea Michele, Amber Riley, Naya Rivera, Jenna Ushkowitz, Dianna Agron                                     | 3:09    |  |
| 8.            | "O Christmas Tree"                   | Matthew Morrison                                                                                         | 3:59    |  |
| 9.            | "Jingle Bells"                       | Cory Monteith, Mark Salling, Kevin McHale                                                                | 2:55    |  |
| 10.           | "You're a Mean One, Mr. Grinch"      | K. D. Lang, Matthew Morrison                                                                             | 3:18    |  |
| 11.           | "Angels We Have Heard on High"       | Amber Riley                                                                                              | 4:23    |  |
| 12.           | "O Holy Night"                       | Lea Michele                                                                                              | 5:01    |  |

## Glee Cast Vocals
Dianna Agron: Quinn / Chris Colfer: Kurt / Jane Lynch: Sue / Jayma Mays: Emma / Kevin McHale: Artie / Lea Michele: Rachel / Cory Monteith: Finn / Heather Morris: Brittany / Matthew Morrison: Will / Naya Rivera: Santana / Amber Riley: Mercedes / Mark Salling: Puck / Jenna Ushkowitz: Tina

## Solos vocais
- Naya Rivera (Santana) - "Deck the Rooftop", "God Rest Ye Merry Gentlemen"
- Cory Monteith (Finn) - "Deck the Rooftop", "Last Christmas", "Jingle Bells"
- Lea Michele] (Rachel) - "Deck the Rooftop", "Merry Christmas Darling", "The Most Wonderful Day of the Year", "Last Christmas", "God Rest Ye Merry Gentlemen", "O Holy Night"
- Dianna Agron (Quinn) - "God Rest Ye Merry Gentlemen"
- Chris Colfer (Kurt) - "We Need a Little Christmas", "Baby It's Cold Outside", "The Most Wonderful Day of the Year", "Last Christmas"
- Amber Riley (Mercedes) - "We Need a Little Christmas", "Deck the Rooftop", "Last Christmas", "God Rest Ye Merry Gentlemen", "Angels We Have Heard On High"
- Heather Morris (Brittany) - "Deck the Rooftop", "The Most Wonderful Day of the Year"
- Kevin McHale (Artie) - "Deck the Rooftop", "The Most Wonderful Day of the Year", "Last Christimas", "Jingle Bells"
- Jenna Ushkowitz (Tina) - "We Need a Little Christmas", "Deck the Rooftop", "The Most Wonderful Day of the Year", "Last Christmas", "God Rest Ye Merry Gentlemen"
- Darren Criss (Blaine) - "Baby It's Cold Outside"
- Chord Overstreet (Sam) - "The Most Wonderful Day of the Year"
- Mark Salling (Puck) - "Last Christmas", "Jingle Bells"
- Matthew Morrison (Will) - "O Christmas Tree", "You're a Mean One, Mr. Grinch"
- K. D. Lang (Participação Especial) - "You're a Mean One, Mr. Grinch"

## Paradas musicais
| Parada (2010)            | Melhor posição |
| ------------------------ | -------------- |
| Australian Albums Chart  | 13             |
| Canadian Albums Chart    | 1              |
| Billboard 200            | 3              |
| Irish Albums Chart       | 23             |
| New Zealand Albums Chart | 27             |
| UK Albums Chart          | 37             |